# 头孢噻呋
头孢噻呋（英语：Ceftiofur）是一种头孢菌素类抗生素（第三代），获准用作兽药。它于1987年首次被描述。它由制药公司硕腾销售，商品名包括Excenel、Naxcel和Excede，也是该公司Spectramast LC（泌乳牛配方）和Spectramast DC（干奶牛配方）产品中的活性成分。
它对抗生素耐药酶β-内酰胺酶具有抗性，并且对革兰氏阳性菌和革兰氏阴性菌均具有活性。据报道，大肠杆菌菌株对头孢噻呋具有抗药性。
代谢物去呋喃酰头孢噻呋也具有抗生素活性。这两种化合物一同被测量，以检测牛奶中的抗生素活性（与其他抗生素一起）。